# Eriothymus rubiaceus
Eriothymus rubiaceus — єдиний у своєму роді вид кущів, поширених у південно-східній Бразилії; росте у горах.

## Біоморфологічна характеристика
Стебла тонкі, гостро чотирикутні, дрібно-запушені. Листки дрібні, шкірясті, темно-зелені, голі, залозисто-крапчасті, ± цілісні. Суцвіття 3–6-квіткових щитків, розташованих у пазухах приквітків. Приквітки листоподібні. Приквіточки малопомітні. Чашечка дуже слабо 2-губа, 5-лопатева (3/2), задня губа трохи довша, ніж передня. Віночок 2-губий, 5-лопатевий (2/3), задня губа 2-лопатева, трохи коротша за передню. Тичинок 2.